# Anna Torv
Anna Torv (Melbourne, 7 juni 1979) is een Australisch actrice.
Zij werd geboren in Melbourne, als kind van Susan en Hans Torv en heeft een jongere broer: Dylan. Ze is opgegroeid aan de Gold Coast. Hier ging ze naar de Benowa State High School. Hierna ging ze naar de National Institute of Dramatic Art (NIDA). In december 2008 trouwde ze met Mark Valley (bekend van Fringe & Human Target), van wie ze in 2010 is gescheiden.

## Filmografie
| Jaar      | Titel                  | Rol                        |
| --------- | ---------------------- | -------------------------- |
| 2023      | The Last of Us         | Theresa "Tess" Servopoulos |
| 2021      | The Newsreader         | Helen Norville             |
| 2017-2019 | Mindhunter             | Dr. Wendy Carr             |
| 2016-2019 | Secret City            | Harriet Dunkley            |
| 2008-2013 | Fringe                 | Olivia Dunham              |
| 2009      | The Pacific            | Virginia Grey              |
| 2007      | Mistresses             | Alex                       |
| 2007      | Frankenstein           | Nurse                      |
| 2007      | Heavenly Sword         | Nariko                     |
| 2006      | The book of Revelation | Gertrude                   |
| 2004-2005 | The Secret Life of Us  | Nikki Martel               |
| 2004      | McLeod's Daughters     | Jasmine McLeod             |
| 2003      | Travelling Light       | Debra Fowler               |
| 2002      | Young Lions            | Irena Dedov                |
| 2002      | White Collar Blue      | Neighbor                   |